# チュンソフト
株式会社チュンソフト（CHUNSOFT Co., Ltd.）は、かつて存在した日本のコンピュータゲームメーカー。株式会社ゲームズアリーナの完全子会社であった。本項では合併までのチュンソフトについて解説する。

## 概要
1984年、ゲームクリエイターの中村光一が電気通信大学在学中に設立。中村の友人らが株主となり、調布市の賃貸マンションの1室で社員5人により活動を開始した。第1作は1985年のPC-6001版『ドアドアmkII』であった。
会社の名前は、中村光一の「中」と麻雀の「中」（チュン）に由来する。
ファミコンブームの到来によって、ファミコン版『ドアドア』のヒットで経営を軌道に載せることに成功し、以後、開発した家庭用ゲーム機のゲームソフトをエニックスから発売していた。ドラゴンクエストシリーズの生みの親、堀井雄二に依頼され、第1作『ドラゴンクエスト』から『ドラゴンクエストV 天空の花嫁』までのプログラミングを担当している。
2012年4月1日にスパイクを吸収合併し、社名を「株式会社スパイク・チュンソフト」に変更した。

## スタンスの遍歴
チュンソフトは過去数回ほど、デベロッパー（開発元）とパブリッシャー（出版元）という2つのスタンスを行き来してきた。以下にその遍歴を記す。

### 第1次デベロッパー
創業から1992年の『弟切草』発売前まで。

### 第1次パブリッシャー
1992年に『弟切草』で自社ブランドデビューを果たし、ゲームパブリッシャーの仲間入りを果たす。
『弟切草』はアドベンチャーゲームにサウンドノベルという新ジャンルを築いた。その後、ローグライクゲームを発展させた『不思議のダンジョン』シリーズを送り出し、日本市場でマイナーだった同ジャンルを定着させる。この2シリーズはチュンソフトを代表するゲームとなり、後に他社で開発された近似作品でも総称として用いられるなど、大きな成果を残している。

### 第2次デベロッパー
2006年にセガと協力してソフトを送り出す「セガ×チュンソフトプロジェクト」を開始し、2008年末まで続けた。この時代から2010年春頃まで発売していたソフトは、同じくドワンゴ傘下である株式会社スパイクの名義になっていた。

### 第2次パブリッシャー
2010年8月にパブリッシャー復帰を発表。これ以降発売されるソフトは、原則としてチュンソフトが開発したソフトはチュンソフトが発売元となる。パブリッシャー復帰後のファーストリリース作品は『不思議のダンジョン 風来のシレン5 フォーチュンタワーと運命のダイス』になった。

## タイトル一覧
- ドアドア
- ポートピア連続殺人事件（ファミコン版）
- ドラゴンクエストシリーズ（I - V）
- ファミコンジャンプII 最強の7人（バンダイ発売） - 共同開発：アクアマリン
- テトリス2＋ボンブリス（ファミコン版）
- サウンドノベルシリーズ
  - 弟切草
  - かまいたちの夜
  - 街 〜運命の交差点〜
  - かまいたちの夜2 監獄島のわらべ唄
  - かまいたちの夜×3 三日月島事件の真相
  - 忌火起草
  - 428 〜封鎖された渋谷で〜
  - 真かまいたちの夜 11人目の訪問者（サスペクト）
- 不思議のダンジョンシリーズ
  - トルネコの大冒険シリーズ（『少年ヤンガス』を除く）
  - 風来のシレンシリーズ
  - ポケモン不思議のダンジョンシリーズ
    - ポケモン不思議のダンジョン 青の救助隊・赤の救助隊
    - ポケモン不思議のダンジョン 時の探検隊・闇の探検隊/空の探検隊
    - ポケモン不思議のダンジョン 冒険団シリーズ
- シレン・モンスターズ ネットサル
- ホームランド
- 3年B組金八先生 伝説の教壇に立て!
- 極限脱出 9時間9人9の扉
- TRICK×LOGIC
- KOWA-OTO（iPhone版）
- ぞんびだいすき
- パワフルゴルフ - ゴルフパートの開発。
- Wiiリモコンプラス バラエティ - 開発にかかわった複数会社のうち1社として参加。
- 極限脱出ADV 善人シボウデス